# 姚裕民
姚裕民（1927年5月—2017年5月11日），河南偃师县人，中华人民共和国政治人物。

## 生平
1949年2月，参加工作。1950年1月，加入中国共产党。曾任洛阳专区人民医院事务长，河南省治淮团委组织部副部长，郑州大学化学系助教、教研室主任、系党总支书记兼系主任，河南省科委科研计划处处长，河南省科学院党委副书记。1983年10月至1987年9月，担任河南中医药大学党委书记。1994年10月离休。2017年5月11日在郑州逝世，享年91岁。